# Beniamino Stella
Beniamino Stella, né le 18 août 1941 à Pieve di Soligo dans la province de Trévise, est un évêque italien de l'Église catholique romaine, préfet de la Congrégation pour le clergé de septembre 2013 à 2021.

## Biographie

### Formation
Après sa jeunesse en Vénétie, il rejoint Rome en 1960 où il étudie au séminaire pontifical de Rome et à l'université pontificale du Latran. Il est ordonné prêtre, le 19 mars 1966,  par son oncle Costantino Stella, archevêque de l'Aquila. Après l'obtention de sa licence en droit canon, son  évêque de Vittorio Veneto, son diocèse d'origine, Albino Luciani, futur pape Jean-Paul Ier le destine à l'académie pontificale ecclésiastique, l'école des diplomates du Saint-Siège.

### Carrière diplomatique
À partir de 1970, il travaille dans différentes nonciatures notamment à Saint-Domingue (en), au Zaïre (en) et à Malte.
Le 21 août 1987, il est nommé, par Jean-Paul II, archevêque titulaire de Midila (de). Il reçoit l'ordination épiscopale en là basilique Saint-Pierre des mains du pape.
Le 7 novembre suivant, il est nommé pro-nonce au Congo. Il est transféré comme nonce apostolique à Cuba (en) le 15 décembre 1992 puis en Colombie (en) le 11 février 1999.
Le 13 octobre 2007, Benoît XVI le rappelle à Rome pour prendre la tête de l'Académie pontificale ecclésiastique.

### À la curie
Il conserve cette fonction jusqu'au 21 septembre 2013, lorsque François le nomme préfet de la Congrégation pour le clergé en remplacement du cardinal Mauro Piacenza nommé pénitencier majeur.
Le 16 décembre 2013, il est nommé par le pape membre de la Congrégation pour les évêques.
Le dimanche 12 janvier 2014, François annonce au cours de l’Angélus sa création comme cardinal qui aura lieu le 22 février 2014 en même temps que celle de dix-huit autres prélats . Il est créé cardinal-diacre et reçoit la diaconie Santi Cosma e Damiano comme titre cardinalice.  
Le 22 novembre 2016, François le nomme membre de la Congrégation pour la doctrine de la foi.
Il est élevé au rang de cardinal-évêque de Porto-Santa Rufina le 1er mai 2020.
Il atteint la limite d'âge le 18 août 2021, ce qui l'empêche de participer aux votes du prochain conclave.

### Positionnement
Dans le cas de paternité biologique de prêtre, il précise que le positionnement est de prendre en compte l’intérêt de l’enfant et sa protection  et par conséquent cela crée une série d’obligations permanentes qui, dans la législation de l’Église, ne sont pas compatibles avec l’exercice du ministère sacerdotal. Il affirme également que le problème des enfants  dits "illégitimes" ou nés d'une relation entre la mère et un prêtre ne peut pas remettre en cause le célibat sacerdotal qui représente un don précieux pour l’Église latine.

## Succession apostolique
Beniamino Stella a ordonné les évêques suivants :
- Évêque Bernard Nsayi (1990)
- Évêque José Alberto Rozo Gutiérrez (es), S.M.M. (2000)
- Évêque Alvaro Efrén Rincón Rojas (de), C.SS.R. (2000)
- Évêque José Vicente Huertas Vargas (de) (2000)
- Évêque Héctor Javier Pizarro Acevedo (de), O.A.R. (2001)
- Évêque Eulises González Sánchez (de) (2001)
- Évêque Camilo Fernando Castrellón Pizano (es), S.D.B. (2001)
- Archevêque Misael Vacca Ramírez (de) (2001)
- Évêque Fidel León Cadavid Marín (es) (2001)
- Évêque Carlos Germán Mesa Ruiz (es) (2003)
- Archevêque Ricardo Tobón Restrepo (es) (2003)
- Évêque Luis Albeiro Cortés Rendón (de) (2003)
- Évêque Luis Alberto Parra Mora (de) (2003)
- Évêque Edgar Hernando Tirado Mazo (de), M.X.Y. (2004)
- Évêque Luis Felipe Sánchez Aponte (de) (2004)
- Évêque Juan Vicente Córdoba Villota (es), S.I. (2004)
- Évêque Jaime Enrique Duque Correa, M.X.Y. (2006)
- Évêque Guillermo Orozco Montoya (es) (2006)
- Évêque José Alejandro Castaño Arbeláez (de), O.A.R. (2007)